# Chrysopa latithorax
Chrysopa latithorax là một loài côn trùng trong họ Chrysopidae thuộc bộ Neuroptera. Loài này được Banks miêu tả năm 1913.